# أزكور
أزڭور هي قرية أمازيغية جبلية مغربية وسط المملكة. تنتمي أزڭور لإقليم الحوز. تضم هذه القرية 6.314 نسمة (إحصاء 2004).